# Колосарь
Колосарь — деревня в Суховском сельском поселении Кировского района Ленинградской области.

## История
Впервые упоминается в Писцовой книге Водской пятины 1500 года как деревня Колосарь в Егорьевском Теребужском погосте Ладожского уезда.
Затем деревня Колосарь упоминается в Дозорной книге Водской пятины Корельской половины 1612 года.
Деревня Колосарь обозначена на карте «Ладожское озеро и Финский залив с прилегающими местами» 1745 года.
На карте Санкт-Петербургской губернии 1792 года А. М. Вильбрехта также упомянута деревня Колосарь.
На карте Санкт-Петербургской губернии Ф. Ф. Шуберта 1834 года обозначена деревня Колосарь, состоящая из 31 крестьянского двора.

КОЛОСАРЬ — деревня принадлежит генерал-майорше Пистолькорс, капитану Ильину, генерал-майору Корсакову, подпоручице Головиной и коллежскому советнику Теглеву, число жителей по ревизии: 77 м. п., 72 ж. п. (1838 год)

На карте профессора С. С. Куторги 1852 года отмечена деревня Колосарь из 31 двора.

КОЛОСАРЬ — деревня разных владельцев, по просёлочной дороге, число дворов — 35, число душ — 100 м. п. (1856 год)

КОЛОСАРЬ — деревня владельческая при реке Лаве, число дворов — 40, число жителей: 89 м. п., 83 ж. п.; Часовня православная.

КОЛОСАРЬ НОВАЯ — деревня владельческая при реке Лаве, число дворов — 5, число жителей: 17 м. п., 19 ж. п. (1862 год)

В 1867 году временнообязанные крестьяне деревни Большая Колосарь выкупили свои земельные наделы у А. А. Ильина и стали собственниками земли.
В 1869 году свои земельные наделы у Д. В. и Е. Н. Корсаковых выкупили временнообязанные крестьяне деревни Колосарь.
Согласно материалам по статистике народного хозяйства Новоладожского уезда 1891 года одно из имений при селении Колосарь площадью 100 десятин принадлежало местному крестьянину И. Гаврилову, второе, площадью 87 десятин принадлежало жене коллежского асессора Е. Н. Рожнова, оба имения были приобретены до 1868 года.
В конце XIX века деревня административно относилась к Гавсарской волости 1-го стана Новоладожского уезда Санкт-Петербургской губернии, в начале XX века — 4-го стана.
По данным «Памятной книжки Санкт-Петербургской губернии» за 1905 год в состав Колосарского сельского общества входила деревня Колосарь и усадьба господина Васильева.
С 1917 по 1923 год деревня Колосарь входила в состав Колосарского сельсовета Гавсарской волости Новоладожского уезда.
С 1923 года в составе Шумской волости Волховского уезда.
Согласно данным переписи населения СССР 1926 года в деревне Колосары проживали 353 человека — все русские.
С 1927 года в составе Мгинского района.
По данным 1933 года деревня Колосарь входила в состав Лавровского сельсовета Мгинского района.

План деревни Колосарь. 1941 год

Согласно топографической карте РККА 1941 года деревня состояла из двух частей: Малый Колосарь, который насчитывал 10 дворов и Большой Колосарь — 56. В центре последнего находилась часовня.
С 1954 года в составе Кобонского сельсовета.
В 1958 году население деревни Колосарь составляло 139 человек.
С 1959 года в составе Шумского сельсовета.
С 1960 года в составе Волховского района.
По данным 1966 и 1973 годов деревня Колосарь также находилась в подчинении Шумского сельсовета Волховского района.
По данным 1990 года деревня Колосарь входила в состав Суховского сельсовета Кировского района.
В 1997 году в деревне Колосарь Суховской волости проживали 57 человек, в 2002 году — 45 человек (все русские).
В 2007 году в деревне Колосарь Суховского СП — 35.

## География
Деревня расположена в северо-восточной части района на автодороге 41К-122 (Лаврово — Шум — Ратница), к югу от центра поселения, деревни Сухое.
Расстояние до административного центра поселения — 8 км.
Расстояние до ближайшей железнодорожной станции Войбокало — 13 км.
Деревня находится на правом берегу реки Сарья, в месте впадения в неё реки Ютика.

## Демография
| 1862 | 2007 | 2010 | 2017 |
| ---- | ---- | ---- | ---- |
| 172  | ↘35  | ↗50  | ↘42  |